# Stephano
Stephano är en retrograd irreguljär måne till Uranus. Den upptäcktes av Brett J. Gladman et al. år 1999 och fick den tillfälliga beteckningen S/1999 U 2. Den är också betecknad Uranus XX.
Stephano fick sitt officiella namn i augusti 2000, efter Stephano i William Shakespeares pjäs Stormen.
Banparametrarna antyder att den kan tillhöra samma dynamiska kluster som Caliban, vilket antyder ett gemensamt ursprung.